# Honda (Klan)

Wappen der Honda
Stehende Stockrosen.

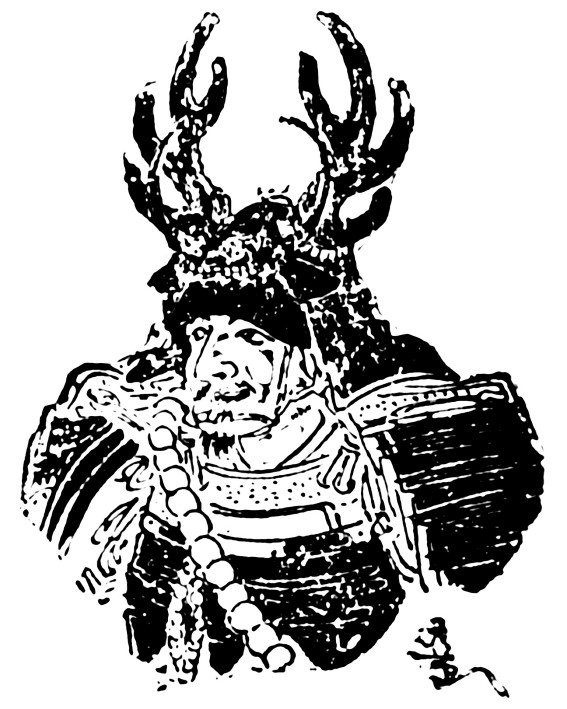
Honda Tadakatsu

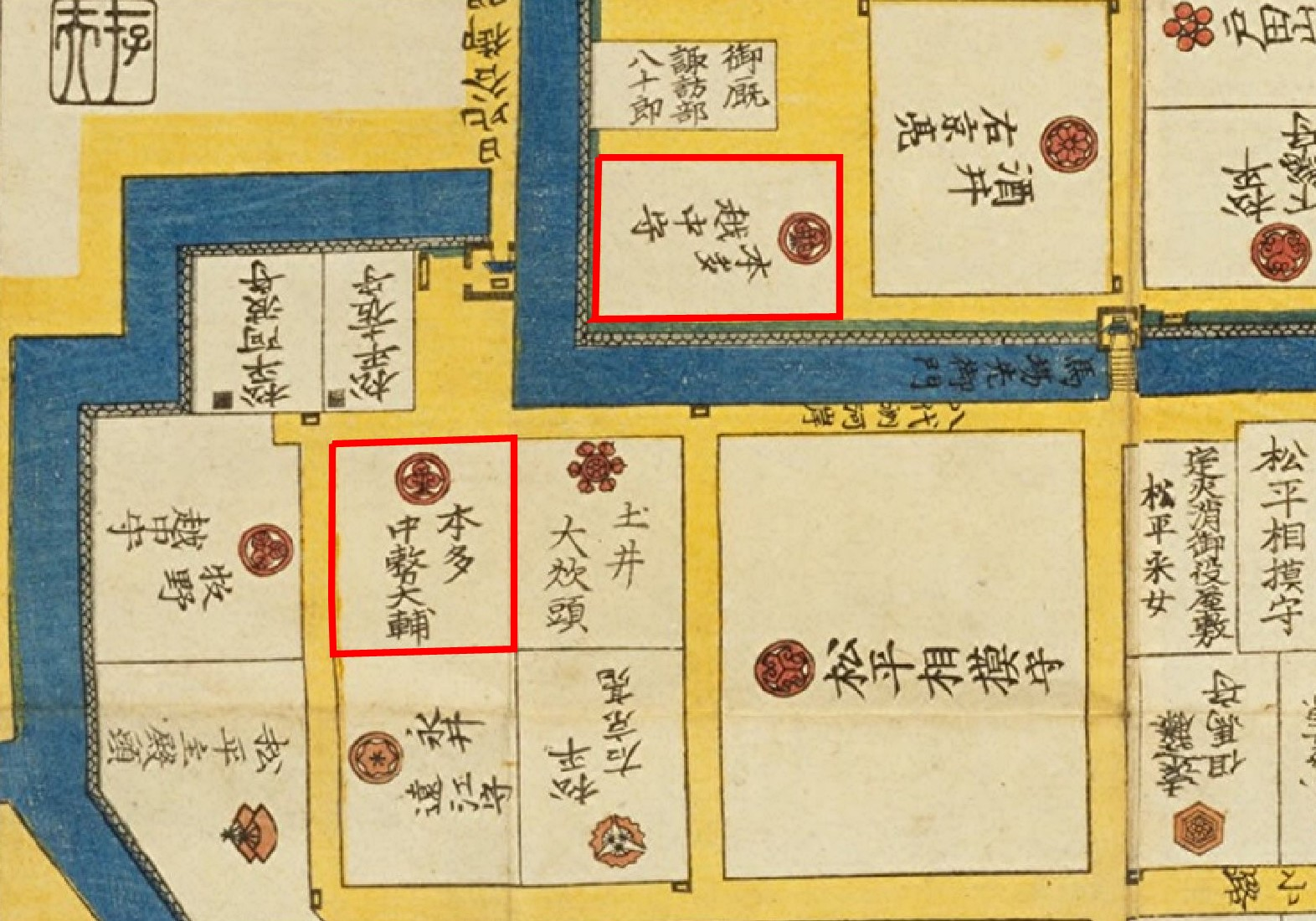
Honda-Residenz

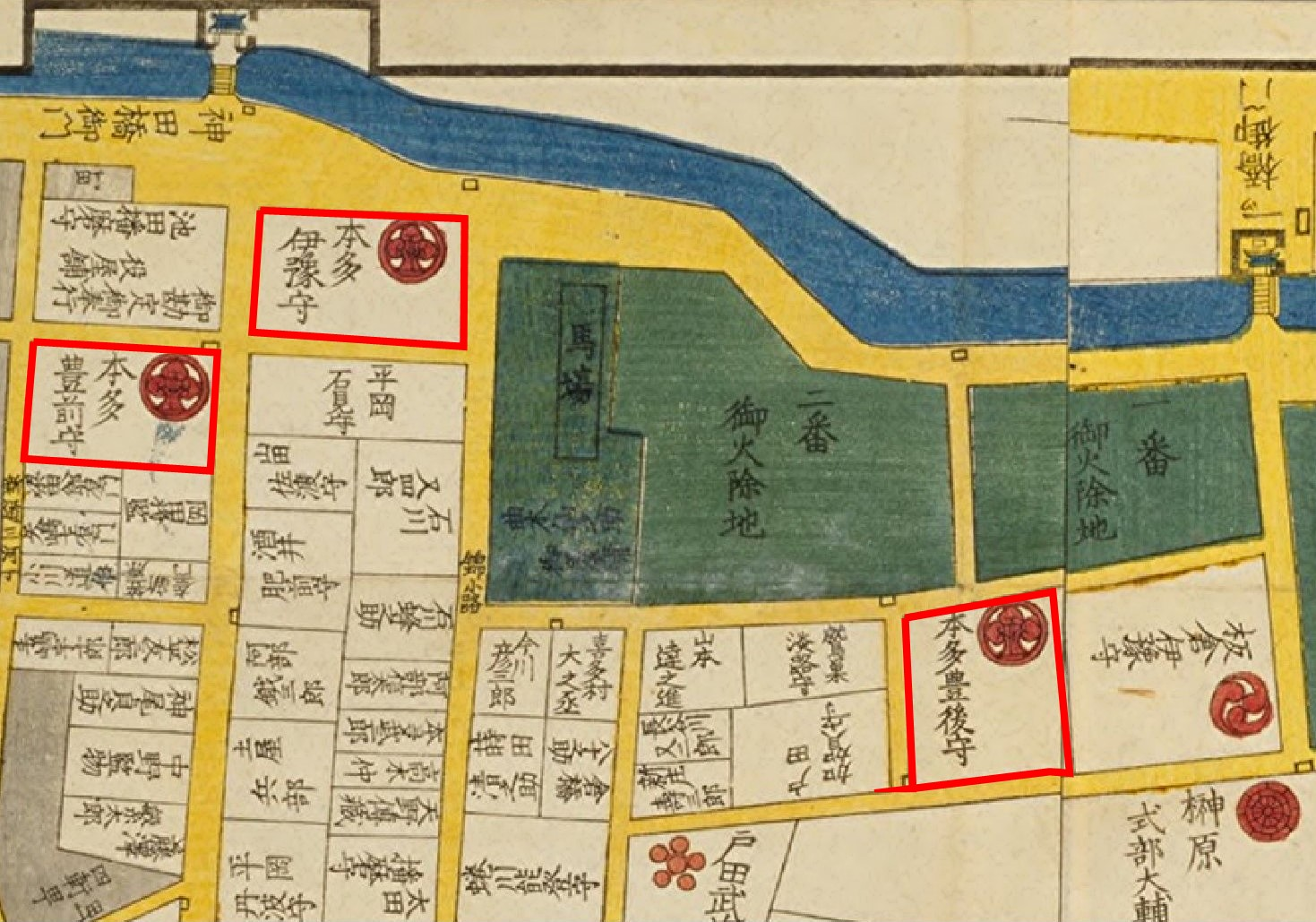
Honda-Residenz

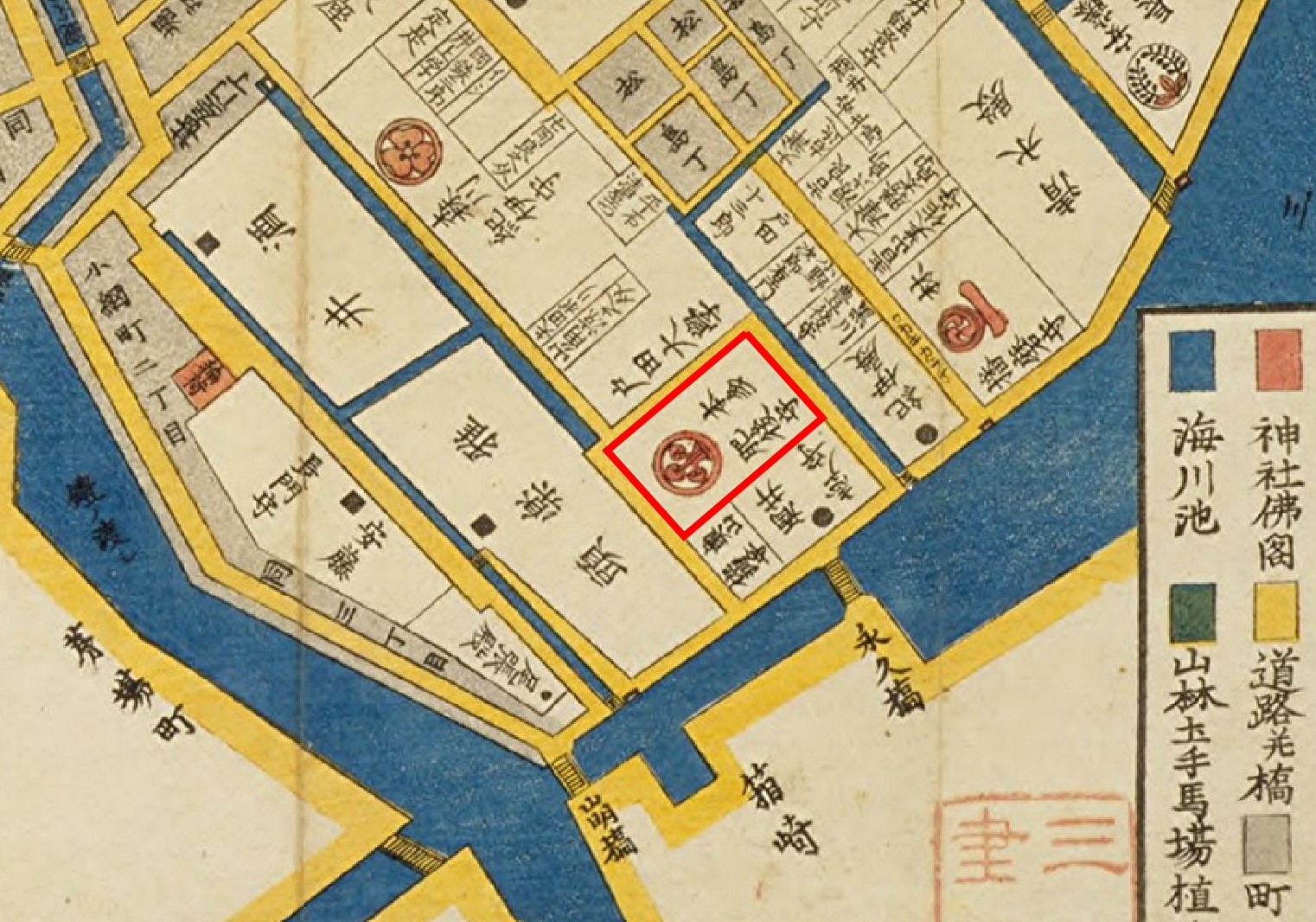
Honda-Residenz

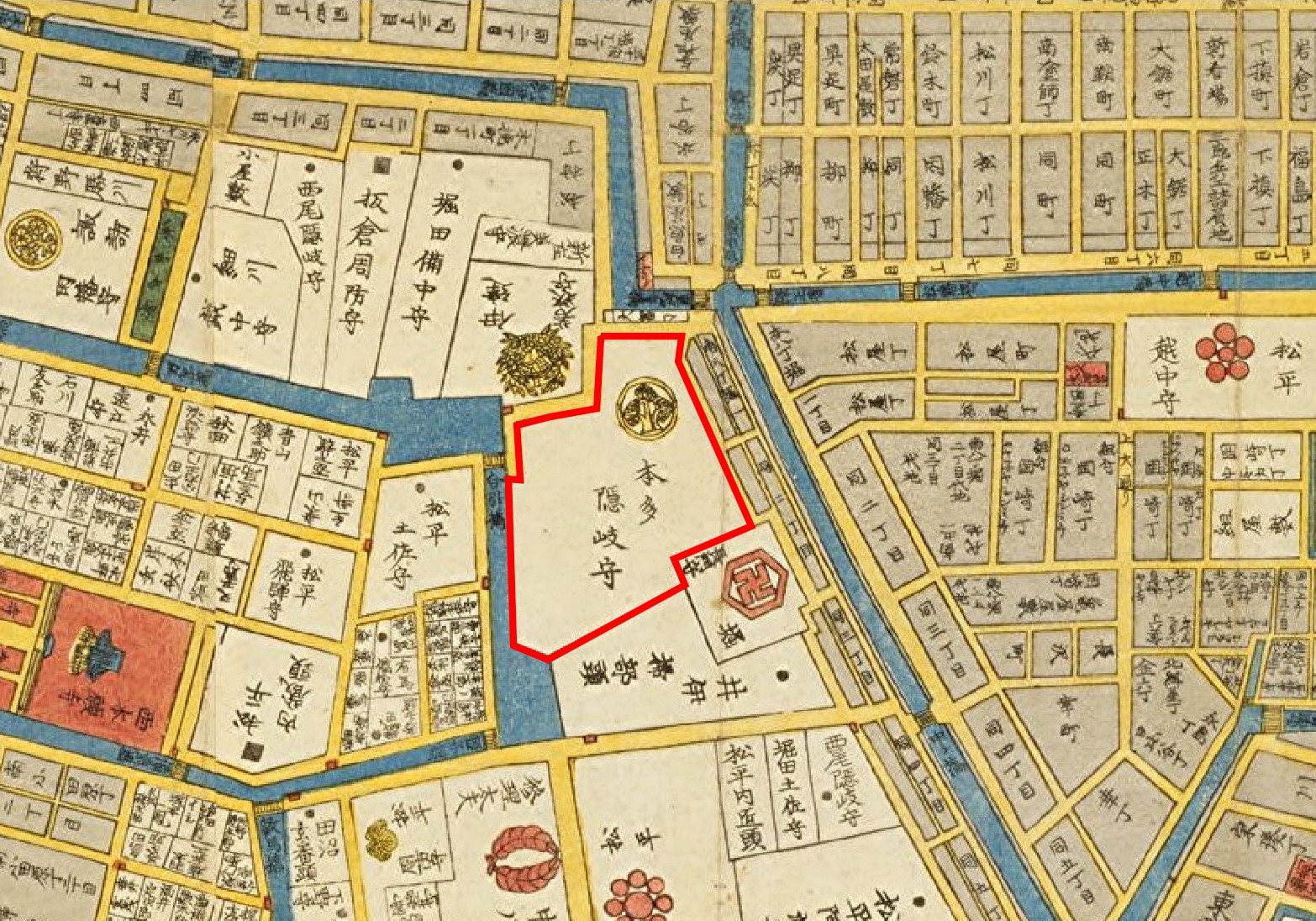
Honda-Residenz

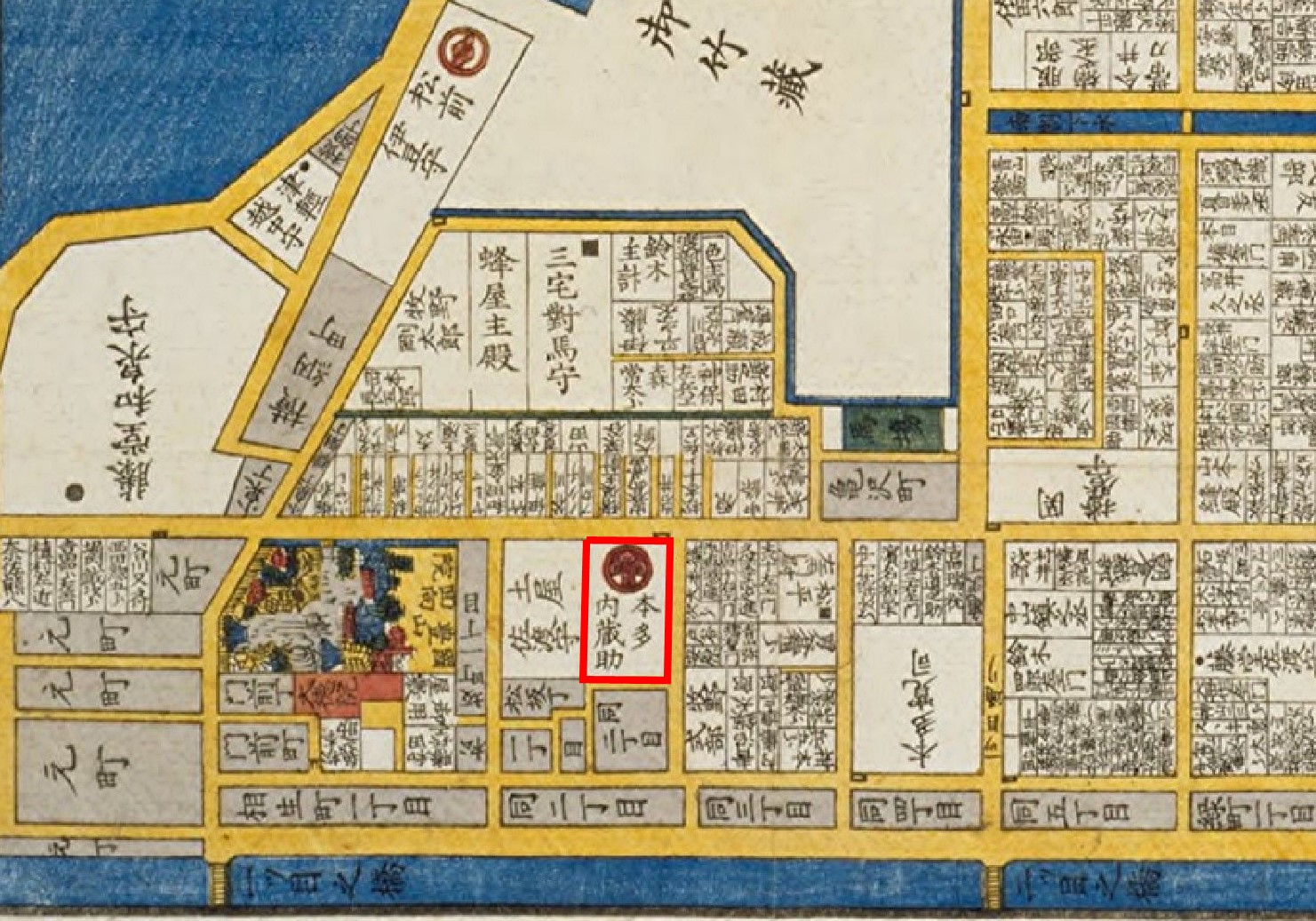
Honda-Residenz

Die Honda (japanisch 本多氏, Honda-shi) waren eine weitverzweigte Familie des japanischen Schwertadels (Buke), die sich von den Nördlichen Fujiwara (藤原北家, Fujiwara hokke) ableitete. Sie stellten eine ganze Reihe von kleineren und kleinen Fudai-Daimyō der Edo-Zeit.

## Genealogie
Der Stammbaum beginnt mit Fujiwara no Kanemichi (藤原 兼通; 925–977). Auf diesen folgten nach zehn Generationen Honda Sukehide (助秀), Sukesada (助定), Sukemasa (助政), Sadamichi (定通), Sadatada (定忠), Sadasuke (定助), Suketoki (助時), Suketomo (助豊), Tadatake (忠高), die alle den Beinamen Heihachirō (平八郎) trugen und schließlich Tadakatsu (忠勝).
In der Edo-Zeit kann man vier Hauptlinien der Honda unterscheiden:
- die Tadakatsu-Linie,
- die Masunobu-Linie,
- die Yasushige-Linie,
- und die Tadatsugu-Linie.

## Tadakatsu-Linie

### Hauptlinie
- Tadakatsu (忠勝; 1548–1610) begründete die Hauptlinie dieses Zweiges. Er war ein Begleiter Tokugawa Ieyasus auf allen seinen Feldzügen. Als Ieyasu 1590 die Kantō-Provinzen erhielt, bekam Tadakatsu die Burg Ōtaki in der Provinz Kazusa mit einem Einkommen von 100.000 Koku. Nach der Schlacht von Sekigahara erhielt er zudem die Burg Kuwana in der Provinz Ise mit 150.000 Koku.
- Tadamasa (忠政; 1575–1631), ein Sohn Tadakatsus, folgte ihm im Amt. Er erhielt 1617 die Burg Himeji in der Provinz Harima mit 250.000 Koku.
- Masatomo (政朝; 1599–1638) hielt nach Tadatomos Tod Ōtaki, was nach Tatsuno mit 50.000 Koku verlegt wurde, dann Himeji-Shinden, sowie nach Tadamasas Tod Himeji.
- Masakatsu (正勝; 1614–1671), Sohn von Tadatomo (忠朝; 1582–1615), ein weiterer Sohn Tadakatsus und Daimyō auf der Burg Ōtaki in der Provinz Kazusa mit 50.000 Koku, übernahm 1638 die Hauptlinie mit Himeji. Er erhielt ein Jahr später die Burg Kōriyama mit 90.000 Koku.
- Masanaga (政長; 1633–1679), Masatomos Sohn, übernahm Kōriyama.
- Tadakuni (忠国; 1666–1704) wurde von Masanaga adoptiert und erhielt nach dessen Tod die Burg Fukushima in der Provinz Mutsu und 1684 die Burg Himeji.
- Tadataka (忠孝) erhielt 1704 die Burg Murakami in der Provinz Echigo, starb dann 1709 ohne Erben. Ein Verwandter setzte die Linie fort, wurde aber auf die Burg Kariya in der Provinz Mikawa mit 50.000 Koku versetzt, dann auf die Burg Koga in der Provinz Shimousa. Seine Nachkommen residierten ab 1759 auf der Burg Hamada in der Provinz Iwami, ab 1769 dann auf der Burg Okazaki in der Provinz Mikawa mit 50.000 Koku bis 1868. Danach Vizegraf.

### Seitenlinien
- Eine Seitenlinie residierte ab 1746 in einem Festen Haus (jin’ya) in Izumi[A 1] in der Provinz Mutsu mit 10.000 Koku. Nach 1868 Vizegraf.
- Eine weitere Seitenlinie residierte ab 1679 in einem Festen Haus (jin’ya) in Yamasaki[A 2] in der Provinz Harima mit 10.000 Koku. Nach 1868 Vizegraf.

## Masanobu-Linie

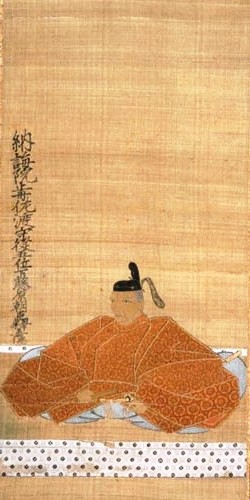
Masanobu

### Hauptlinie
- Masanobu (正信; 1539–1617) diente Ieyasu. 1589 wurde er zum Sado no kami ernannt, wurde Gouverneur von Kantō und wurde Daimyō auf der Burg Takatori in der Provinz Yamato mit 30.000 Koku.
- Masazumi (正純; 1556–1637), Masanobus Sohn, diente Ieyasu als Hausältester (shitsuji) in Sumpu, dem heutigen Shizuoka, danach Tokugawa Hidetada in derselben Funktion in Edo. 1619 wurde er Daimyō auf der Burg Utsunomiya in der Provinz Shimotsuke mit 145.000 Koku. 1622 wurde er jedoch abgesetzt und musste nach Dewa ins Exil, wo er auch starb.

### Seitenlinie
- Masashige (正重; 1545–1617), ein Bruder Masanobus, begründete einen Zweig, der ab 1616 auf der Burg Sōma in der Provinz Shimousa, ab 1703 auf der Burg Numata in der Provinz Kōzuke und ab 1730 auf der Burg Tanaka[A 3] in der Provinz Suruga mit 30.000 Koku residierte. Nach 1868 Vizegraf.

## Yasushige-Linie
- Yasushige (康重; 1554–1611), Bungo no kami und ab 1590 Daimyō auf der Burg Shirai in der Provinz Kōzuke, wurde 1601 auf die Burg Okazaki mit 50.000 Koku versetzt. Seine Nachkommen residierten ab 1645 auf der Burg Yokosuka in der Provinz Tōtōmi, ab 1682 auf der Burg Murayama in der Provinz Dewa, ab 1701 auf der Burg Itoigawa in der Provinz Echigo und schließlich ab 1717 auf der Burg Iiyama in der Provinz Shinano mit 20.000 Koku. Nach 1868 Vizegraf

## Tadatsugu-Linie

### Hauptlinie
- Tadatsugu (忠次; 1549–1613) erbte die Burg Ina in der Provinz Mikawa, die seit mehreren Generationen in den Händen seiner Familie war.
- Yasutoshi (康俊; 1570–1622) wurde 1601 zum Daimyō auf der Burg Nishio in der Provinz Mikawa ernannt. 1607 wurde er auf die Burg Zeze versetzt mit einem Einkommen von 30.000 Koku. Seine Nachfolger residierten ab 1620 auf der Burg Nishio, ab 1636 auf der Burg Kameyama in der Provinz Ise, ab 1651 wieder auf Zeze. Dort blieben sie bis zur Meiji-Restauration 1868 mit 60.000 Koku. Danach Vizegraf.
- Yasunaga, ein Enkel Yasutoshis, führte die Hauptlinie fort.

### Seitenlinien
- Tadasuke, ein Sohn Yasutoshis, begründete eine Seitenlinie, die in einem Festen Haus in Nishibata[A 4] in der Provinz Mikawa mit einem Einkommen von 10.500 Koku bis 1868 residierte. Danach Vizegraf.
- Yasumasa, ein weiterer Enkel Yasutoshis, begründete eine Linie, die zunächst in Nishishiro in der Provinz Kawachi residierte, bis sie 1720 ein Festes Haus in Kambe[A 5] in der Provinz Ise erhielt. Dort residierten die Nachkommen bis 1868 mit einem Einkommen von 15.000 Koku. Nach 1868 Vizegraf.